# Senyoria de Broyes
La senyoria de Broyes fou una jurisdicció feudal de la Xampanya centrada al castell de Broyes al cantó de Sézanne.
El primer senyor conegut fou Rainard, senyor també de Beaufort i de Pithiviers vers 960. Es va casar dues vegades, la primera amb una desconeguda i la segona amb Eloïsa germana de Roger bisbe de Beauvais. El va succeir el seu fill Isembard de Nogent, senyor de Broyes, de Beaufort i de Pithiviers (1026); el seu germà Odolric fou bisbe d'Orleans (vers 1021-1033).
Isembard de Nogent va tenir dos fills, dels quals Hug I Bardul (mort el vers 1058) el va succeir a les tres senyories i a la de Nogent (possible herència materna) i el segon Isembard fou bisbe d'Orleans el 1033 succeint al seu oncle, i va morir vers 1063.
El fill gran d'Hug, Bartomeu, el va succeir a Broyes i Beaufort i el segon Haderic fou bisbe d'Orleans (1063 a 1067) succeint igualment al seu oncle fins a ser deposat. Isabel (+1087), germana d'Hug, va rebre la senyoria de Nogent (Nogent-le-Roi) que va aportar al seu marit Simó de Montfort; encara hi va haver una altra germana.
Batormeu es va casar amb Elisabet de Valois, filla de Raül III comte de Valois, senyor de Crépy i de Vitry, senyora de Châteauvillain i d'Arc-en-Barrois, morta entre 1093 i 1101. El va succeir el seu fill Hug II Bardul (mort el 1121) senyor de Broyes, de Beaufort, d'Arc-en-Barrois, de Baye, de Trilbardou i de Charmentray. Es va casar amb Emmelina de Montlhéry (morta el 1121), filla de Miló I el Gran de Montlhéry i de Lituaisa vescomtessa de Troyes i va tenir tres fills dels quals el gran, Simó I (mort el 1137/1140) fou el successor com a senyor de Broyes, de Beaufort i de Baye.
Simó I es va casar amb Felicitat de Brienne filla del comte Erard I de Brienne i van tenir tres fills dels quals el gran Hug III (+1199) fou el successor a Broyes i el segon Simó va rebre Beaufort.
Hug es va casar amb Estefania de Bar, senyora de Commercy (nascuda vers 1145 i morta després del maig del 1208) filla de Renat I de Bar i Mousson; en segones noces es va casar amb Isabel de Dreux, senyora de Baudemont, filla de Robert I el Gran comte de Dreux; va tenir diversos fills, dels quals el primogènit Simó fou senyor de Broyes (Simó II) vers 1173 per herència paterna, i senyor de Commercy (Simo I), per herència materna (vers 1208). Del segon matrimoni Hug va tenir un altre fill de nom Simó, que va rebre les senyories de Châteauvillain i d'Arc-en-Barrois i fou el tronc dels senyors de Chateauvillain.
Simó II de Broyes i I de Commercy es va casar amb Niolaua (mort després de 1233) senyora de Montrivel i de Châteauvillain du Jura, filla d'Humbert IV de Salins (al comtat de Borgonya). Foren els pares de Gaucher, vassall de Teobald de Xampanya i Brie que apareix en carta de l'abril del 1225; el 28 de setembre de 1241 feia homenatge a Joan comte de Borgonya i senyor de Salins per Monrevel i…Nant, on s'esmenten els seus fills Simó i Guillem. Aquest Simó seria Simo II, senyor de Commercy. El 1248 s'esmenta una Agnès, senyora de Commercy que tenia dos fills, Gaucher i Enric, i feien homenatge al bisbe de Metz. Aquesta Agnès podria ser en realitat Matilde la filla de Simó III comte de Saarbrucken i esposa de Simó II de Commercy, enllaç que va comportar la unió de la senyoria a Sarrebrück o Saarbrucken el 1271.
Les senyories de Broyes i Commercy van estar en mans de Simó II fins a la seva mort el 1248. Llavors els fills Gaucher i Enric, i després el 1256 el cosí Amadeu senyor de Montfaucon foren senyors de Commercy i Broyes. Amadeu (mort el 15 de gener de 1280) des de la mort de la seva cunyada el 1271 es va titular comte de Saarbrücken i el 1276, al morir Matilde, va deixar pas al fill i hereu Simó II de Broyes, III de Commercy i IV de Saarbrücken.